# David McCarty
David McCarty, född den 16 juli 1983 i Dublin, är en irländsk före detta friidrottare som tävlade i kortdistanslöpning.
McCarty främsta merit är att han ingick i det irländska stafettlaget på 4 x 400 meter som blev bronsmedaljörer vid inomhus-VM 2004 i Budapest efter Jamaica och Ryssland.

## Personliga rekord
- 400 meter - 46,05